# Département Bouches-du-Rhône
Das Département des Bouches-du-Rhône ([buʃ dy ʁon]; okzitanisch Bocas de Ròse [ˈbukɔz de ˈɾɔze])  ist das französische Département mit der Ordnungsnummer 13. Es liegt im Südosten des Landes in der Region Provence-Alpes-Côte d’Azur. Präfektur ist Marseille, Unterpräfekturen sind Aix-en-Provence, Arles und Istres.

## Geographie
Das Département liegt in der Provence am Mittelmeer und verfügt über insgesamt 280 Kilometer Küste. Diese unterteilt sich von Osten nach Westen in die Côte d’Azur, die Côte Bleue und die Côte camarguaise. Das Département grenzt an die Départements Gard im Westen, Vaucluse im Norden und Var im Osten. Im Südwesten des Départements bei Arles liegen die Landschaften Camargue und Crau, die kaum besiedelt sind, sowie das kleine Gebirge der Alpilles.

## Wappen
Beschreibung: In Gold ein blaues Göpelstück mit einer goldenen Lilie mittig belegt und einem dreistegigen roten Turnierkragen am Schildhaupt.

## Bevölkerung
Insgesamt lebten am 1. Januar 2022 2.069.811 Menschen im Département. Damit ist das Département das drittbevölkerungsreichste Frankreichs. Die Einwohner werden als Bucco-Rhodaniens bezeichnet. Ein großer Teil der Bevölkerung lebt in und um die Präfekturstadt Marseille. 2008 lebten in 28 der 119 Gemeinden jeweils mehr als 10.000 Menschen.
| Gemeinde            | Bevölkerung (1. Januar 2022) |
| ------------------- | ---------------------------- |
| Marseille           | 877.215                      |
| Aix-en-Provence     | 147.933                      |
| Arles               | 51.156                       |
| Martigues           | 48.818                       |
| Aubagne             | 47.724                       |
| Salon-de-Provence   | 44.553                       |
| Istres              | 44.044                       |
| La Ciotat           | 37.599                       |
| Vitrolles           | 36.612                       |
| Marignane           | 33.164                       |
| Miramas             | 25.891                       |
| Les Pennes-Mirabeau | 22.423                       |
| Gardanne            | 21.534                       |
| Allauch             | 21.404                       |
| Port-de-Bouc        | 16.138                       |
| Châteaurenard       | 16.668                       |
| Tarascon            | 15.525                       |
| Fos-sur-Mer         | 15.694                       |
| Bouc-Bel-Air        | 15.367                       |
| Berre-l’Étang       | 13.941                       |

## Verwaltungsgliederung
| Arrondissement               | Kantone | Gemeinden | Einwohner 1. Januar 2022 | Fläche km² | Dichte Einw./km² | Code INSEE |
| ---------------------------- | ------- | --------- | ------------------------ | ---------- | ---------------- | ---------- |
| Aix-en-Provence              | 10      | 48        | 464.360                  | 1.657,53   | 280              | 131        |
| Arles                        | 4       | 29        | 172.826                  | 2.031,52   | 85               | 132        |
| Istres                       | 7       | 21        | 336.170                  | 683,24     | 492              | 134        |
| Marseille                    | 16      | 21        | 1.096.455                | 715,20     | 1.533            | 133        |
| Département Bouches-du-Rhône | 29      | 119       | 2.069.811                | 5.087,49   | 407              | 13         |

Siehe auch:

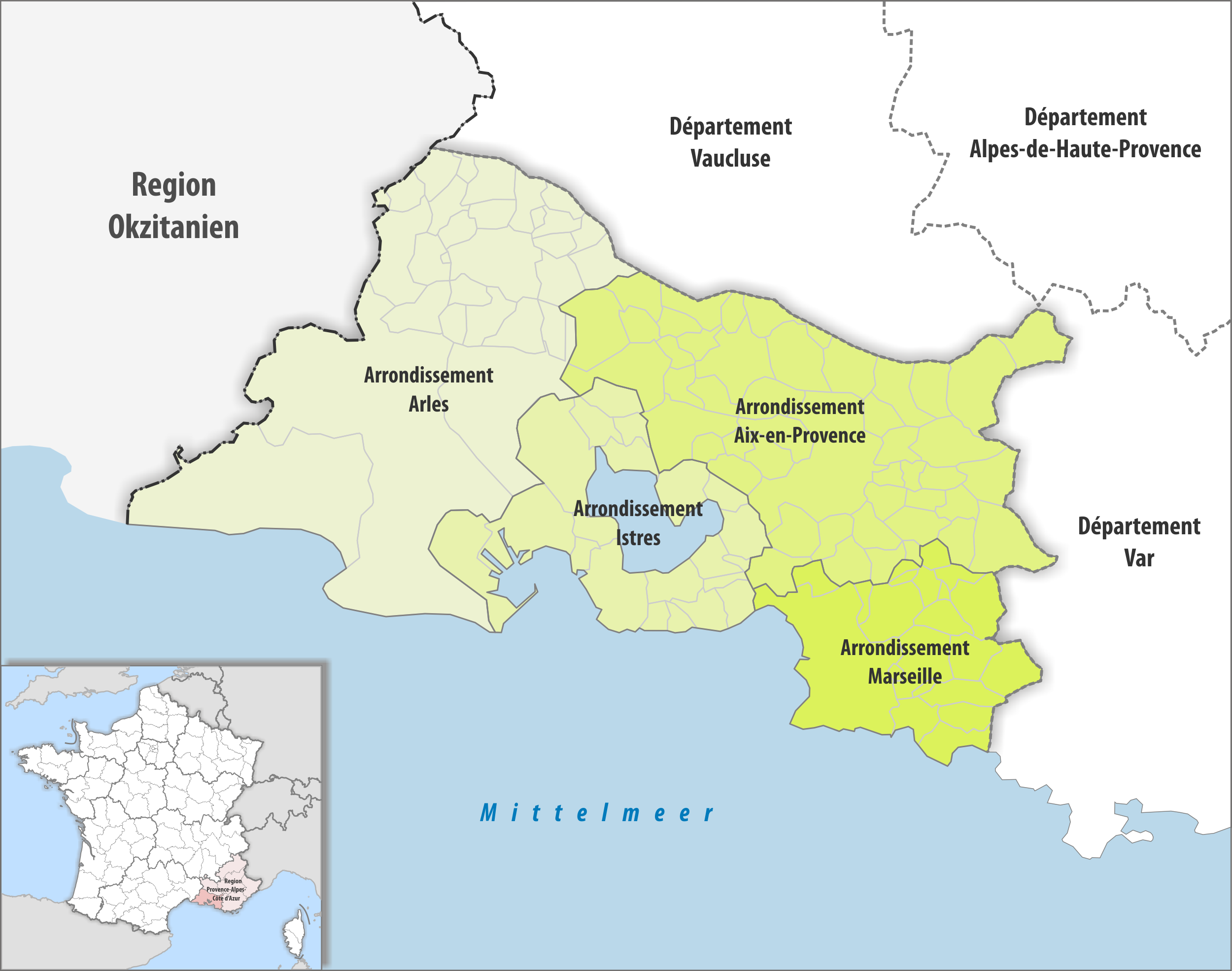
Gemeinden und Arrondissemente im Département Bouches-du-Rhône

- Liste der Gemeinden im Département Bouches-du-Rhône
- Liste der Kantone im Département Bouches-du-Rhône
- Liste der Gemeindeverbände im Département Bouches-du-Rhône

## Verkehr
Marseille wurde durch die erste TGV-Linie schon früh mit Paris verbunden.
Im Département liegt der Flughafen Marseille Provence.

## Medien
Der Radiosender France Bleu Provence sendet in den Départements Bouches-du-Rhône und Var.

## Klima
Die unten stehenden Daten zum Klima beziehen sich auf das Jahr 1991.
| Maritime Klimadaten              | Jan. | Febr. | März | April | Mai | Juni | Juli | Aug. | Sept. | Okt. | Nov. | Dez. |
| -------------------------------- | ---- | ----- | ---- | ----- | --- | ---- | ---- | ---- | ----- | ---- | ---- | ---- |
| Mittlere Höchsttemperatur        | 11   | 13    | 15   | 18    | 22  | 26   | 30   | 29   | 25    | 20   | 15   | 12   |
| Mittlere Tiefsttemperatur        | 3    | 4     | 6    | 9     | 13  | 16   | 19   | 19   | 16    | 12   | 7    | 4    |
| Anzahl sehr sonnige Tage         | 7    | 7     | 7    | 7     | 6   | 8    | 16   | 12   | 10    | 8    | 7    | 10   |
| Anzahl Tage mit bedecktem Himmel | 10   | 9     | 9    | 7     | 5   | 3    | 1    | 2    | 5     | 8    | 9    | 10   |
| Anzahl Regentage                 | 6    | 6     | 5    | 5     | 5   | 3    | 2    | 3    | 4     | 6    | 5    | 6    |
| Regenmenge in mm                 | 45   | 55    | 45   | 43    | 42  | 32   | 14   | 25   | 57    | 85   | 55   | 63   |
| Wassertemperatur in Küstennähe   | 13   | 12    | 13   | 14    | 16  | 19   | 22   | 22   | 21    | 19   | 17   | 14   |

Tage pro Jahr mit
- Regenfällen über 1 mm: 57
- Frost: 30
  - Erster Frost: 19. November
  - Letzter Frost: 11. März
- Schnee: 2
- Gewitter: 20
- Hagel: 1

Bei Mistral kann die Wassertemperatur bis zu 5 Grad niedriger liegen.